# Ludvig Dam
Hans Peter Ludvig Dam (* 24. März 1884 in Nykøbing Falster; † 29. März 1972 in Odense) war ein dänischer Schwimmer.

## Karriere
Dam nahm 1906 an den Olympischen Zwischenspielen in Athen teil. Dort ging er über 100 m Freistil an den Start, konnte sich als Sechster seines Vorlaufs aber nicht für das Finale qualifizieren. Auch für die Distanz über 400 m Freistil war der Däne gemeldet, trat jedoch nicht an. 1908 war er Teilnehmer bei den Olympischen Spielen in London. Mit der Staffel über 4 × 200 m Freistil erreichte er den zweiten Platz in seinem Vorlauf. Im Einzelwettkampf über 100 m Rücken konnte er Silber gewinnen.